# EVALI
EVALI ist eine vor allem in den USA aufgetretene akute Lungenschädigung durch den Konsum von bestimmten Produkten, die mittels E-Zigaretten inhaliert werden. Die auch im Deutschen verwendete Abkürzung steht für den englischen Fachbegriff E-Cigarette, or Vaping, Product Use Associated Lung Injury. Manchmal findet sich auch der Ausdruck VALI, welcher die Form der Aufnahme in die Lunge („vaping“) nennt, die dazu genutzten Geräte aber offen lässt.
Ab August 2019 verzeichneten die USA einen sprunghaften Anstieg der Fälle von schweren Lungenschädigungen, die mit Atemnot einhergehen und zu einem Lungenversagen und zum Tod führen können. In der Mehrzahl der Fälle wurde von den Konsumenten Tetrahydrocannabinol (THC), aber auch Nicotin (11 %) inhaliert und als wesentliche Ursache das gelegentlich sogar als Hauptbestandteil in den konsumierten Produkten enthaltene Vitamin-E-Acetat ausgemacht.

## Pathogenese und technische Grundlagen
Bei E-Zigaretten wird Flüssigkeit („liquid“, „flavors“, „juices“) erhitzt und vornehmlich als Aerosol und teilweise als Dampf eingeatmet, die üblicherweise Nicotin enthalten. Aufgrund teils lange bestehender Freigabe von Cannabisprodukten in einigen Bundesstaaten der USA wurde das technische Prinzip der E-Zigaretten für den Konsum von Medizinalcannabis, aber auch zum Freizeitkonsum optimiert. Dazu wurden eigens abgewandelte Produkte als sogenannte „E-Joints“ mit Tetrahydrocannabinol und Cannabidiol entwickelt und auf den Markt gebracht. Es handelt sich dabei um vorgefüllte Einwegverdampfer, die auf handelsübliche Akkus (für E-Zigaretten) geschraubt werden können. Die hohe Akzeptanz widerspiegelt den Konsumentenwunsch nach einem unkompliziert handhabbaren Produkt, das ohne vorherige Zubereitung jederzeit unterbrechbaren, asche- und nahezu geruchsfreien Konsum ermöglicht. Bedeutend aber für den 'medical use' (erhältlich in 'Dispensaries') ist das Fehlen schädlicher Verbrennungskomponenten, die im Rauch eines Joints auftreten. Aufgrund dieser Eigenschaften wuchs die Nachfrage besonders in US-Bundesstaaten, in denen der Erwerb regulatorisch unterbunden ist und daher ein Bezug nur über illegale Quellen möglich war.
Grund- bzw. Trägerstoff des in E-Zigaretten verwendeten Liquids ist eine Mischung aus Propylenglykol und Glycerin. Tetrahydrocannabinol (THC) oder Haschischöl (sog. „dabs“) können aufgrund ihrer lipophilen Eigenschaften nur durch Einsatz von Emulgatoren mit den genannten Trägerstoffen vermischt werden. Eine Verwendung lipophiler Trägerstoffe verbietet sich durch die seit langem bekannten offensichtlichen lungenschädigenden Eigenschaften, darüber besteht innerhalb der Branche seit Jahren allgemeiner Konsens. Es besteht also sowohl technisch als auch rechtlich ein erheblicher Unterschied zwischen diesen Produkten. THC-haltige Produkte sind keine E-Zigaretten und nur in einigen wenigen Bundesstaaten der USA offiziell zugelassen.
In den USA existieren Regelungen zum Verbraucherschutz. Offensichtlich bestehen hier jedoch Defizite in der behördlichen Überwachung des Markts. Es gibt dort eine Vielzahl von Produkten, teilweise aus heimischer Produktion, über deren Qualität und Sicherheit mangels effektiver Marktüberwachung keine Informationen vorliegen. Dabei ist der Gebrauch von E-Zigaretten in den vergangenen Jahren sprunghaft angestiegen und bereits seit 2014 sind E-Zigaretten in den USA das am häufigsten verwendete nicotinhaltige Produkt bei Schülern der High-School („youth vaping epidemics“). Diese Aussage ermöglicht allerdings keinen Rückschluss, inwieweit die Konsumenten von E-Zigaretten auch Produkte mit THC konsumieren.
Eine weitere physikalische Besonderheit der THC-haltigen Produkte führte zu dem beobachteten gehäuften Auftreten von gesundheitlichen Problemen bis hin zu Todesfällen (siehe Abschnitt Epidemiologie). Produkte mit sehr hohem THC-Gehalt zeigen eine relativ hohe Viskosität und eine auffällige Farbe. Aufgrund unterschiedlicher Gesetzeslage in den einzelnen Bundesstaaten und des hohen erzielbaren Verkaufspreises wurden diese massenweise gefälscht und über illegale Wege vermarktet. Die gefälschten Produkte wurden zur Vortäuschung eines hohen THC-Gehaltes unter Beibehaltung von Viskosität und Farbe durch Zugabe von Vitamin-E-Acetat bis weit über 85 % (Gewichtsprozent) manipuliert. Das dafür ab Anfang 2019 hauptsächlich eingesetzte Produkt „Honey-Cut“ versprach dabei ungeahnte Verschnittgrade. Bei einem ersten Ermittlungserfolg beschlagnahmte die Polizei bei den Gebrüdern Huffines an die 100.000 Kartuschen (Cartridges), die unter dem Fantasielabel „Dank Vape“ vertrieben und von ihnen gewerbsmäßig in Quantitäten um 5.000–6.000 Stück/Tag hergestellt wurden. Während in Minnesota im Jahr 2018 kein Vitamin-E-Acetat nachgewiesen werden konnte, war dies bei allen im September 2019 durch die US-amerikanischen Aufsichtsbehörden beschlagnahmten Produkten der Fall.
In einer Analyse von Proben aus Bronchoalveolären Lavagen bei 51 Patienten, die akut an EVALI erkrankt waren, konnte in 94 % der Fälle Vitamin-E-Acetat nachgewiesen werden, jedoch in keinem Fall einer gesunden Vergleichsgruppe. Außerdem wiesen 94 % der Proben nachweisbare Spuren von THC oder THC-Metaboliten auf. Nicotin oder Nicotin-Metabolite fanden sich in 64 %. Außer Kokosöl und Limonen in je einer Probe wurden keine anderen toxischen Zusatzstoffe in den Lavageproben gefunden, wodurch ein Zusammenhang zwischen der EVALI-Epidemie und der Beimischung von Vitamin-E-Acetat hergestellt wurde.
Vitamin E und seine oxidationsgeschützte Form, das Acetat, haben stark antioxidative und somit protektive Wirkungen besonders auf Phospholipide von Zellmembranen, wie sie auch als Surfactant in der Lunge vorkommen. Diese hängt aber entscheidend von der Iso-Form des Moleküls ab – so hat das α-Tocopherol eine schützende, das γ-Tocopherol eine entzündungsfördernde sowie Überempfindlichkeit auslösende Wirkung.
Unter diesem Aspekt wäre für α-Tocopherol als niedrig dosierten Zusatz ein Positivnutzen denkbar. Die Tabakindustrie verfolgte 2003 ebenso den Ansatz, Vitamin-E Acetat als Zusatz für Zigaretten einzusetzen, um durch dessen Schutzwirkung auf das Lungenepithel die Negativfolgen des Rauchens zu verringern. Das damit befasste deutsche BfR (Bundesinstitut für Risikobewertung) lehnte dies ab, da weder der Nutzen, noch eine Unbedenklichkeit nachgewiesen werden konnte. Weitere Studien wiesen für γ-Tocopherol hingegen einen Promotor-Effekt für Lungenkarzinome nach.
Aufgrund seiner Wasserunlöslichkeit und seines hohen Siedepunktes kann davon ausgegangen werden, dass in hohen Dosen in die Lunge gelangtes Vitamin-E-Acetat relativ lang dort verbleibt und sich beim Konsum der manipulierten Produkte in der Lunge anreichert. Die in der Lunge befindliche relativ viskose Flüssigkeit behindert hier den Gasaustausch und kann in letzter Konsequenz auch zur Schädigung des Lungengewebes führen. Dabei werden zwei mögliche Mechanismen diskutiert:
1. Vitamin-E-Acetat hat eine aliphatische Kette, die sich durch das Surfactant hindurch parallel zu den Phospholipiden der Zellmembran der darunter liegenden Alveolarzellen ausrichtet. Dadurch verliert das Surfactant die Eigenschaft, eine Oberflächenspannung aufrechtzuerhalten, und die Alveole kollabiert mit nachfolgender Schädigung der Alveolarzelle.[7]
2. Ein weiterer Mechanismus kann darin bestehen, dass durch das Erhitzen des Vitamin-E-Acetats im Verdampfer Ethenone entstehen, die reaktiv sind und konzentrationsabhängig als lungenirritierend gelten.[7]

In einer Studie, bei der Mäuse einem Vitamin-E-Acetat ausgesetzt wurden, zeigten sich akute Lungenschädigungen mit pathologischen Veränderungen, die denen bei EVALI sehr ähnlich waren.

## Epidemiologie
Im August 2019 berichtete das US-amerikanische Centers for Disease Control and Prevention (CDC) erstmals über eine epidemische Zunahme von Fällen schwerer Lungenschädigung in Zusammenhang mit der Nutzung von E-Zigaretten und „vaping“, nachdem ein erster Cluster am 1. August 2019 in Wisconsin gemeldet wurde. In den USA wurde Anfang September 2019 ein Höhepunkt der Epidemie mit seither rückläufigen Zahlen erreicht.
Angesichts der rasant steigenden Fälle mit toxischer Lungenschädigung wurde zu Beginn der Epidemie zunächst vermutet, dass in den benutzen Produkten Verunreinigungen in Form von Pestizid- oder Schwermetallrückständen diese akuten pulmonalen Insuffizienzen verursachten. Analysen bestätigten hohe Pestizidkontaminationen vor allem mit Myclobutanil, bei dessen thermischer Zersetzung HCN entsteht, das in geringen Konzentration Lungenschädigungen auslöst. Die Substanz ist im offiziellen Cannabisanbau in vielen Bundesstaaten verboten, oft aber in illegal produziertem Marihuana nachzuweisen, da es dort wegen der fungiziden Wirkung eingesetzt wird. Rückstände sind kaum entfernbar und gehen bei der Ölgewinnung nahezu vollständig in das Produkt über.
Bis zum 18. Februar 2020 wurden in den USA insgesamt 2807 Patienten aus allen Bundesstaaten registriert, die im Krankenhaus behandelt werden mussten, und von denen 68 an den Folgen der Lungenschädigung starben. Aus Deutschland wurde in einem kumulativen Bericht über Fälle dreier Patienten berichtet, deren klinisches Bild dem einer EVALI-Lungenerkrankung durch E-Zigaretten entspricht, laut den Autoren aber „lässt sich der Beweis für den Zusammenhang der Erkrankungen mit dem E-Zigarettenkonsum nicht führen“.
Die anfänglich vermutete Einschätzung, es handele sich bei EVALI nur um ein temporär sowie geographisch begrenztes Erkrankungsbild, wurde durch sporadisch weiter auftretende Fälle weltweit nicht bestätigt. So präsentierten die behandelnden Mediziner Anfang 2025 einen Fallbericht eines 16-jährigen Intensivkonsumenten von E-Zigaretten, der ihnen über die mit V.a. Pneumonie erstbehandelnde Klinik als Notfall zugewiesen wurde. Mikrobiologische Erregernachweise waren negativ und aufgrund rascher respiratorischer Verschlechterung hin zu einem schweren ARDS wurde eine Extrakorporale Membranoxigenierung bei gleichzeitiger Steroidtherapie erforderlich. In der Bildgebung waren ARDS-typische beidseitige Infiltrate mit begleitendem
Mediastinalemphysem und Pneumoperikard darstellbar. Die ECMO  konnte sukzessive bis Tag 15 deeskaliert, der Patient von invasiver Beatmung entwöhnt und nach Tag 27 an die erstbehandelnde Klinik zurücküberwiesen werden.
Die weitaus meisten Patienten sind jung und gesund und haben außer Asthma (22 % in einer Fallstudie) keine medizinischen Vorerkrankungen. Affektive und Angststörungen wurden aber bei 40 % berichtet. Das mittlere Erkrankungsalter betrug 24 Jahre, 16 % der Patienten waren unter 18 Jahre alt.
Die meisten Patienten bestätigten einen regelmäßigen Gebrauch einer E-Zigarette oder eines „Vaping“-Gerätes, und nur 11 % gaben in einer Fallstudie an, nur Nicotin zu verwenden, aber 89 % verwendeten außerdem oder ausschließlich THC oder CBD.
Allerdings wurden bereits 2012 erste Fälle von Lungenschäden publiziert, die mit E-Zigaretten oder anderen „Vaping“-Geräten assoziiert waren, und auch nach der US-amerikanischen Epidemie, und bei erheblich rückläufigen Zahlen nach Bekanntwerden des vorwiegenden Zusammenhangs mit dem Zusatz von Vitamin-E-Acetat, sind weiterhin zahlreiche Fälle berichtet worden, die nicht mit Tetrahydrocannabinol oder Vitamin-E-Acetat in Verbindung gebracht werden konnten. Zudem zeigten sich vielfach unterschiedliche pathologische Erscheinungsformen von der kongestiven Pneumonie über akute Alveolarschädigungen bis zu Interstitieller Lungenerkrankung, sodass im April 2020 die Hypothese aufgestellt wurde, dass sich unter EVALI mehrere unterschiedliche Formen von Lungenschädigung gruppieren und eine Vielzahl von Bestandteilen für die toxischen Effekte verantwortlich sind. Generell könne eine akute schwere Verlaufsform wie im Rahmen der abgelaufenen US-amerikanischen Epidemie von leichteren, chronisch-langfristigen Formen abgegrenzt werden.
Diese thesenhafte Suggestion eines Journal-Vorwortes erfährt mittlerweile Kritik, da in den angelsächsisch dominierten Publikationen zu EVALI unzulässigerweise unter dem Begriff ‚Vapen‘ überhaupt nicht zwischen E-Zigaretten, Vaporizern, Bhong-Benutzung sowie THC-Konsum unterschieden wird.
Die Quelle, auf die sich das NEJM-Vorwort primär bezieht, schildert den Fallbericht eines 17-jährigen kanadischen THC-Konsumenten, der schwer an EVALI erkrankte und zu einer Zeit hospitalisiert wurde, in der in Kanada der Erwerb von Cannabisprodukten illegal war. Befürchtungen über eine Vielzahl von Bestandteilen als Auslöser, die bereits im Sommer 2019 auch von Brancheninsidern geäußert wurden, nämlich dass sich die Vorlieferanten für Verschneideagenzien aus dem Repertoire für Kosmetikprodukte (INCI) bedienen, haben sich im Nachhinein bestätigt. So wurde Squalan und Squalen in Analysen gefunden, was zu behördlichen Rückrufanordnungen und der Revision der Liste zulässiger Inhaltsstoffe führte. Es sind nicht nur Produkte für den Schwarzmarkt betroffen, auch offizielle Labels haben diese Zusätze verwendet. Darüber hinaus wurde auch Phytol als eingesetztes Additiv in Proben nachgewiesen, welches sich im Inhalationsversuch an Nagern im Gegensatz zu Propylenglycol als hoch pneumotoxisch erwiesen hat. Rückführbar sei dies vermutlich auf dessen Struktur, da Phytol eine Vorstufe zu Vitamin-E, genauer die lipophile aliphatische Seitenkette, darstellt, die mit dem Lung-Surfactant interagiert. Die nun vorliegenden Nachweise beziehen sich allerdings allesamt auf THC-Carts, eine Verwendung in Liquids für E-Zigaretten wurde nicht erwiesen, da aufgrund deren lipophoben Eigenschaften eine Mischbarkeit nicht gegeben ist.

## Symptome
Die ersten Anzeichen sind meist eine unspezifische Luftnot und Brustschmerzen. In einer Fallstudie mit 98 US-amerikanischen Patienten fanden sich bei Krankenhausaufnahme
- Atemwegsprobleme in 97 %, vor allem Kurzatmigkeit (85 %), Husten (85 %), Brustschmerzen (52 %). Probleme der oberen Atemwege wie Schnupfen, Niesen, laufende Nase (Rhinorrhoe) fanden sich ebenfalls häufig,
- Allgemeinsymptome bei allen Patienten, am häufigsten Fieber (84 %), aber auch Schüttelfrost, Abgeschlagenheit und Kopfschmerzen,
- Magendarmprobleme in (77 %), vor allem Übelkeit (6 %), Erbrechen (61 %), Durchfall (44 %) und Bauchschmerzen (34 %).

Bei Aufnahme bestanden oft eine Tachykardie
(63 %) und Tachypnoe (43 %). Ohne zusätzliche Sauerstoffgabe lag die Sauerstoffsättigung bei Raumluft bei 33 % zwischen 89 % und 94 %, bei 25 % unter 89 %.
In der Blutanalyse fand sich meist eine Leukozytose (in 83 % über 11.000/mm³) vor allem mit Neutrophilen (91 % mit > 80 %), jedoch bei niemandem mit erhöhtem Anteil der Eosinophilen. In etwa der Hälfte der Fälle waren die Aminotransferasen leicht erhöht, bei knapp einem Drittel Natrium und Kalium im Serum vermindert.

## Radiologische Untersuchungen
Neben einer Röntgenaufnahme des Thorax wird häufig eine CT-Untersuchung durchgeführt. Bei klinischer Aufnahme können beide Untersuchungen noch unauffällig sein oder bereits Infiltrate in den Lungen zeigen. Diese sind in der Computertomografie oft „milchglasartig“ („ground-glass opacity“) und oft in den unteren („basilaren“) Lungenbereichen meist beidseitig zu finden, wie es auch bei anderen Lungenschädigungen durch Inhalation giftiger Gase bekannt ist. Gelegentlich sind die subpleuralen Bereiche ausgespart. Seltener finden sich ein Pneumomediastinum, ein Pleuraerguss oder ein Pneumothorax.

## Histopathologie
Zur weiteren Diagnostik kann eine Bronchoskopie durchgeführt werden und die Bronchoalveoläre Lavage zytologisch ausgewertet werden. Dabei fallen gelegentlich vermehrt Fett-beladene Granulozyten auf.
Wird eine trans-bronchiale Lungenbiopsie durchgeführt, sind eine akute diffuse Lungenbläschenschädigung mit wenigen Schaumzellen und eine interstitielle und peri-bronchioläre granulomatöse Pneumonitis typisch. Eine Entzündungsreaktion ist allenfalls mild und unspezifisch. Durch eine Sekundärinfektion kann aber auch eine Lungenentzündung oder eine Akute Bronchiolitis vorliegen, eventuell durch eine sekundäre bakterielle Infektion.
Das pathologische Bild passt am ehesten zu einer toxischen Pneumonitis mit vorwiegend interstitiellen Lungenveränderungen, kann aber auch einer Sarkoidose ähneln.

## Diagnostik
Als EVALI kann eine akute Lungenschädigung eingeordnet werden, wenn drei Bedingungen zusammenkommen (Diagnosekriterien des CDC 2019):
- in den 90 Tagen vor Auftreten der Symptome wurden E-Zigaretten oder eine andere „Vaping“-Methode verwendet,
- in den Röntgen- oder CT-Aufnahmen sind Lungeninfiltrate zu verzeichnen,
- andere, besonders virale (auch Grippe und COVID-19), bakterielle, aber auch kardiologische, rheumatologische und onkologische Ursachen sind ausgeschlossen worden.

Die Diagnosestellung erfolgt oft verspätet nach anfänglicher Behandlung einer vermeintlichen Lungenentzündung. In einer Fallstudie wurden die Patienten im Median sechs Tage nach Beginn der Symptome im Krankenhaus aufgenommen, und 71 % innerhalb der ersten sieben Tage nach Beginn der Symptome. Aber 66 % hatten bereits vor der Krankenhausaufnahme ambulant einen Arzt konsultiert und 45 % hatten ein Antibiotikum verordnet bekommen.

## Behandlung
Bei zunehmender Atemnot und Hypoxämie ist zunächst eine Sauerstoffgabe notwendig, bei einer Verschlechterung der Sauerstoffsättigung zusätzlich eine Intubation und maschinelle Beatmung.
In einer Fallserie mussten 56 % der im Krankenhaus aufgenommenen Patienten intensivmedizinisch überwacht und 27 % beatmet werden. Bei einem Viertel entwickelte sich ein akutes Lungenversagen (ARDS), das teilweise eine Extrakorporale Membranoxygenierung (ECMO) erforderlich macht und zum Tod führen kann.
Neben der allgemeinen intensivmedizinischen Versorgung wird sehr häufig Glucocorticoid eingesetzt, das in etwa zwei Drittel der Fälle die Atemleistung verbessern konnte.
Die Letalität bzw. Wahrscheinlichkeit zu sterben steigt bei vorbestehender chronisch obstruktiver Lungenerkrankung (COPD) (bei den Verstorbenen neunmal häufiger), bei Asthma und bei Zigarettenrauchern (bei den Verstorbenen doppelt so oft), aber auch bei vorher bestehenden Herzkreislauferkrankungen (bei den Verstorbenen fünfmal häufiger), vor allem Bluthochdruck. Die Verstorbenen waren mit mittleren 51 Jahren deutlich älter als die Überlebenden (24 Jahre).

## Regulatorische Maßnahmen
Im Rahmen der Epidemie erfolgten im Herbst 2019 in zahlreichen Bundesstaaten der USA Verbote für einige Zusatzstoffe, vor allem Vitamin-E-Acetat, sowie Erörterungen, die Zusatzstoffe besser zu regulieren.
Die hier ursächlichen Produkte mit THC oder CBD müssen, sofern diese überhaupt legal in Verkehr gebracht werden dürfen, als Verbraucherprodukt allgemein im Rahmen der beabsichtigten Anwendung sicher sein, sofern keine privilegierten Regelungen bestehen, welche genauere Anforderungen festlegen. Dafür besitzen die Überwachungsbehörden jedoch zumeist sehr effektive Möglichkeiten, als unsicher erkannte Produkte auch ohne aufwändige Gesetzesänderungen sofort aus dem Verkehr zu ziehen. In Deutschland wird dies in § 26 Abs. II ProdSG geregelt.
In der Europäischen Union fallen lediglich E-Zigaretten und andere nicotinhaltige Produkte unter die Richtlinie 2014/40/EU, welche im April 2016 mit dem Tabakerzeugnisgesetz in Deutschland umgesetzt wurde. Eine Generalklausel (Art. 20 (3)) verbietet den Einsatz von Inhaltsstoffen, die in erhitzter oder nicht erhitzter Form ein Risiko für die menschliche Gesundheit darstellen. Dementsprechend kann jeder EU-Mitgliedsstaat sehr leicht entsprechende Stoffverbote umsetzen, sofern hier eine Notwendigkeit bestehen sollte. Vitamine sind bereits explizit als Zusatzstoffe verboten, wobei hier jedoch der Schutzzweck nicht im Gesundheitsschutz besteht, sondern im Verbot der Vortäuschung einer gesundheitsfördernden Wirkung.